# Вулиця Ганни Барвінок (Львів)
Ву́лиця Га́нни Барві́нок — вулиця у Франківському районі міста Львова, в місцевості Новий Світ. Сполучає вулиці Єфремова до Генерала Чупринки. Прилучається вулиця Квітнева.

## Історія
Вулиця виникла на початку XX століття під назвою Під Сточком. У роки німецької окупації мала назву Фріц Вайцельґассе, на честь німецького політичного діяча Фріца Вайцеля. Сучасну назву вулиця отримала 1946 року, на честь української письменниці Ганни Барвінок (Олександри Білозерської-Куліш).

## Забудова
До вулиці Ганни Барвінок приписаний лише один будинок — сучасний п'ятиповерховий житловий будинок збудований 2002 року будівельною корпорацією «Карпатбуд». Всі інші будинки належать до сусідніх вулиць. На розі вулиць Ганни Барвінок та Генерала Чупринки розташований львівський заклад дошкільної освіти (ясла-садок) комбінованого типу № 93 проєктною потужністю 88 місць.

## Цікаві факти
У 2008 та 2010 роках львів'яни виявляли на вулиці Ганни Барвінок єврейські надгробки, які, очевидно, пролежали там з часу німецької окупації. Львівський історик та публіцист Ілько Лемко вважає, що ці та інші плити могли використовуватися окупантами для будівництва доріг. 
Влітку 2018 року під час капітального ремонту вулиці під асфальтом виявили багато мацев. Усі вилучені мацеви повернули на Янівський цвинтар до єврейської дільниці, звідки у 1940-х роках їх вилучили німці.

Мацеви, виявлені під час ремонту вулиці Ганни Барвінок
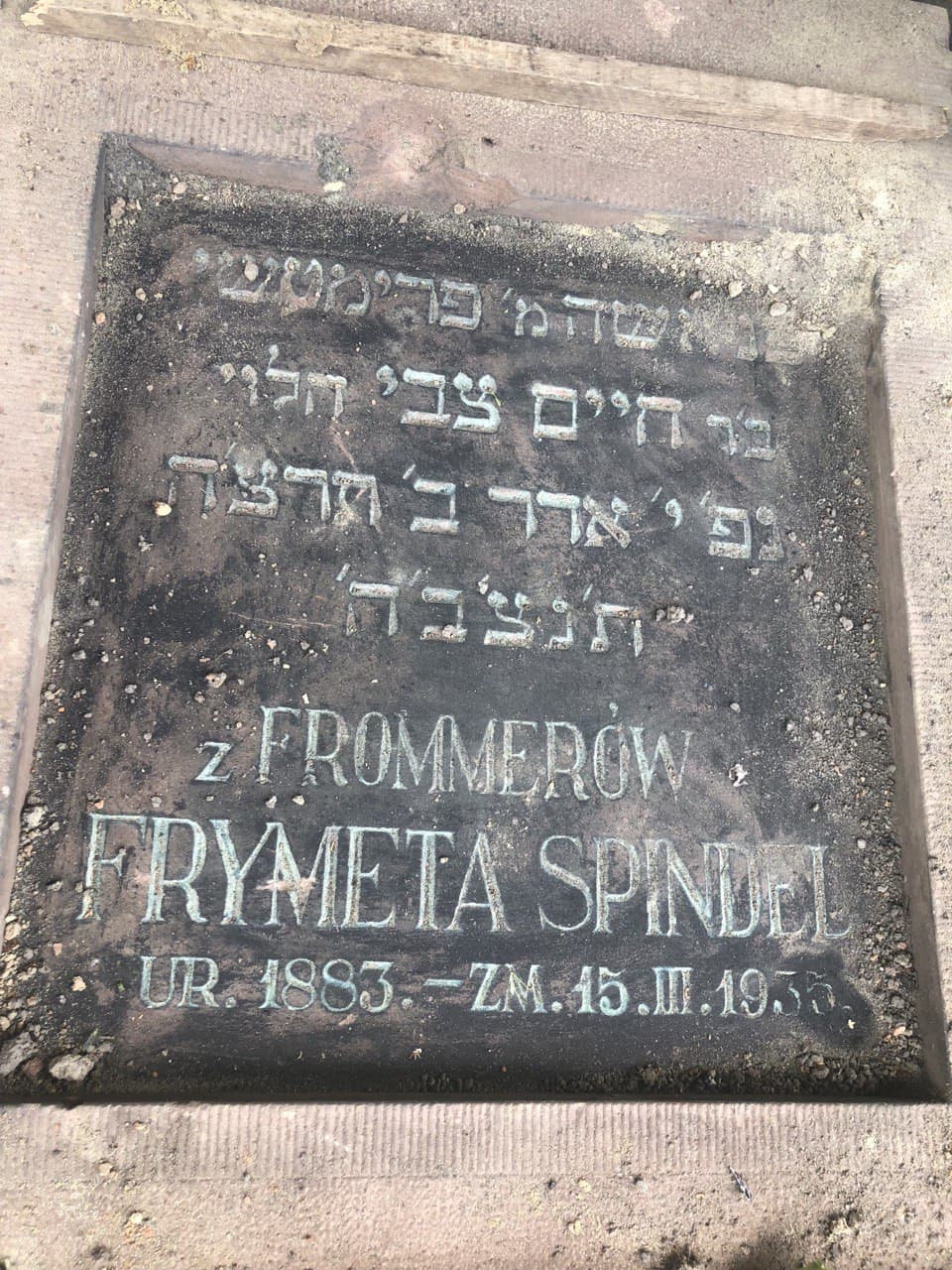
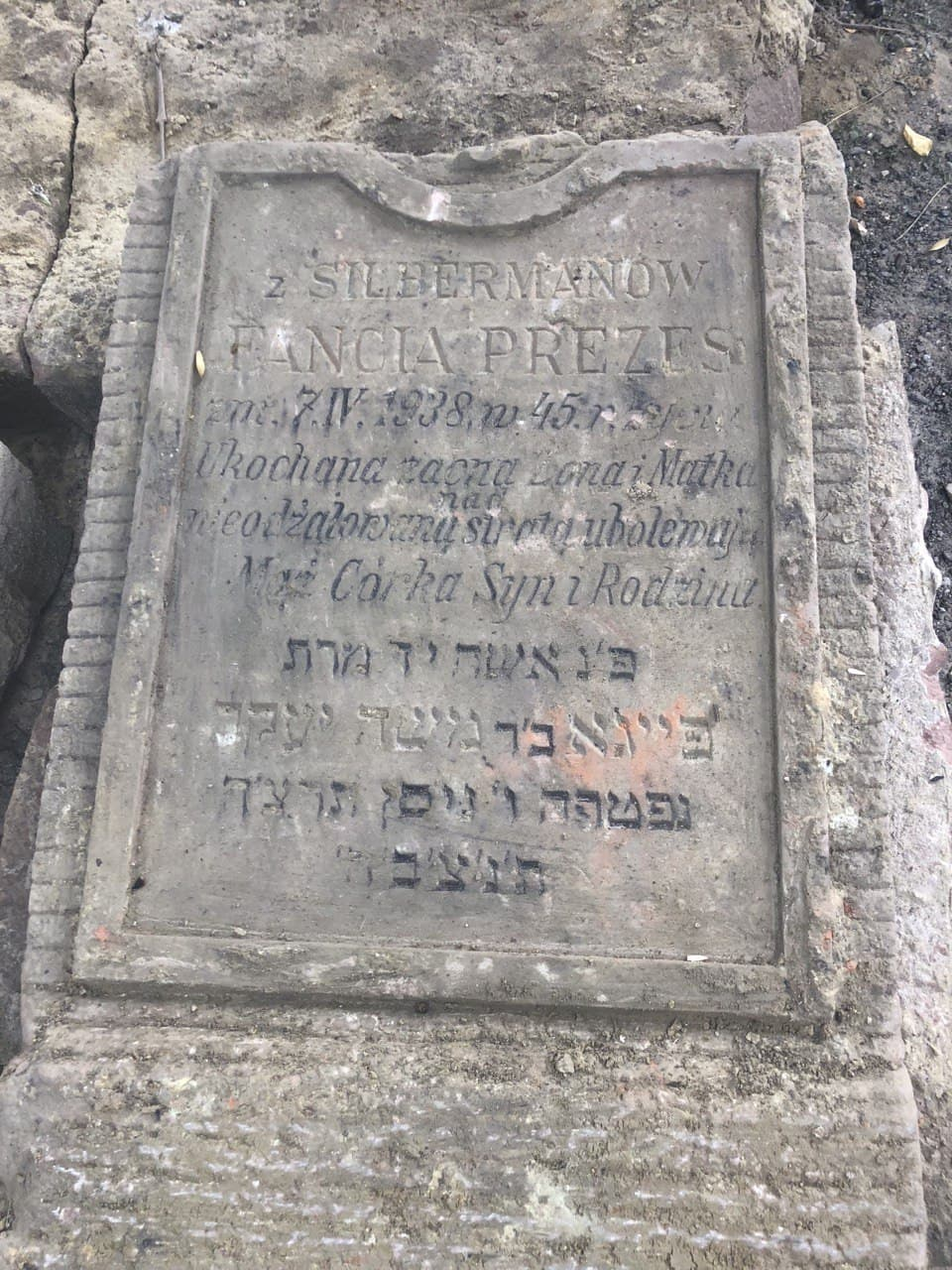
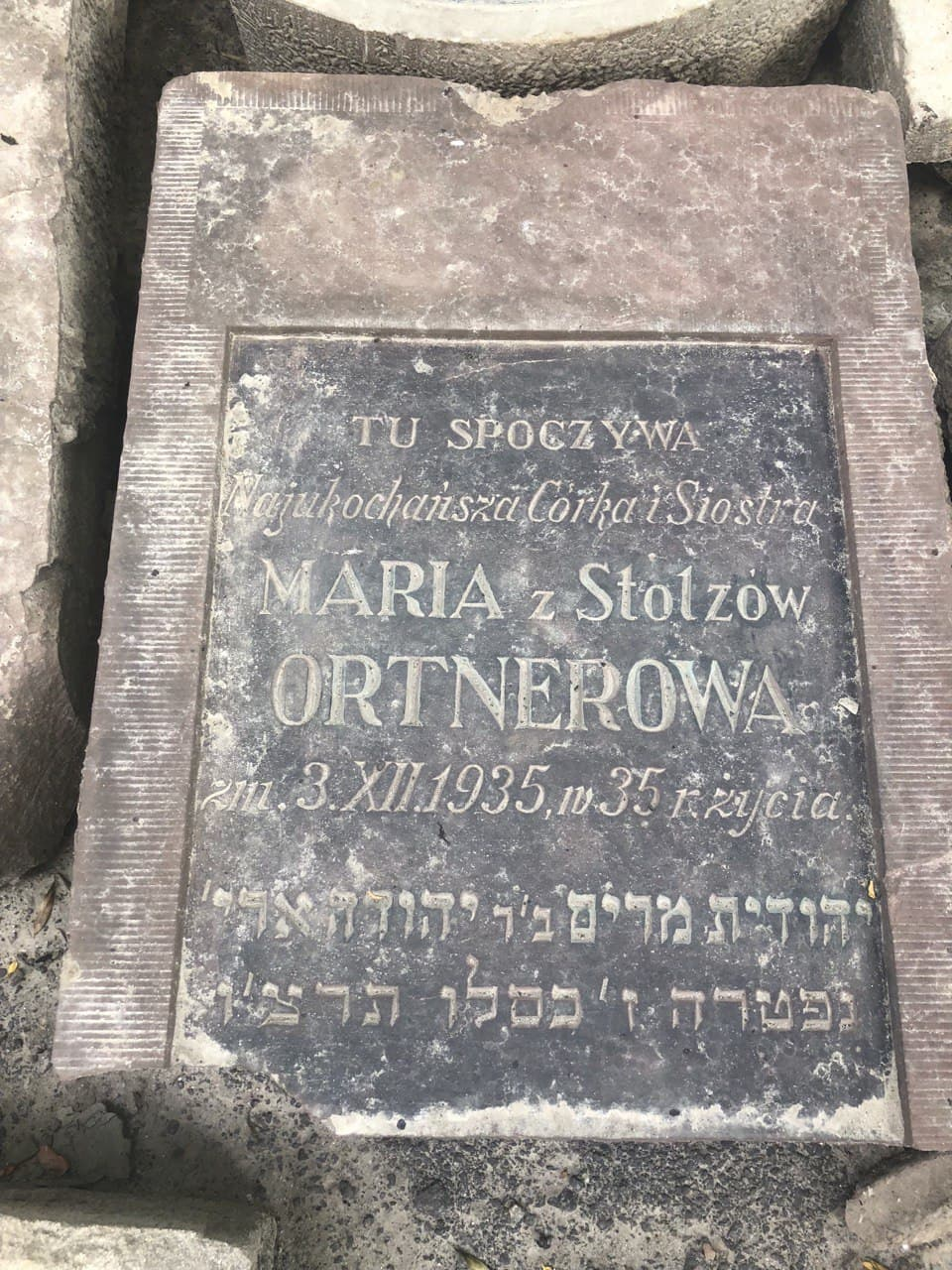
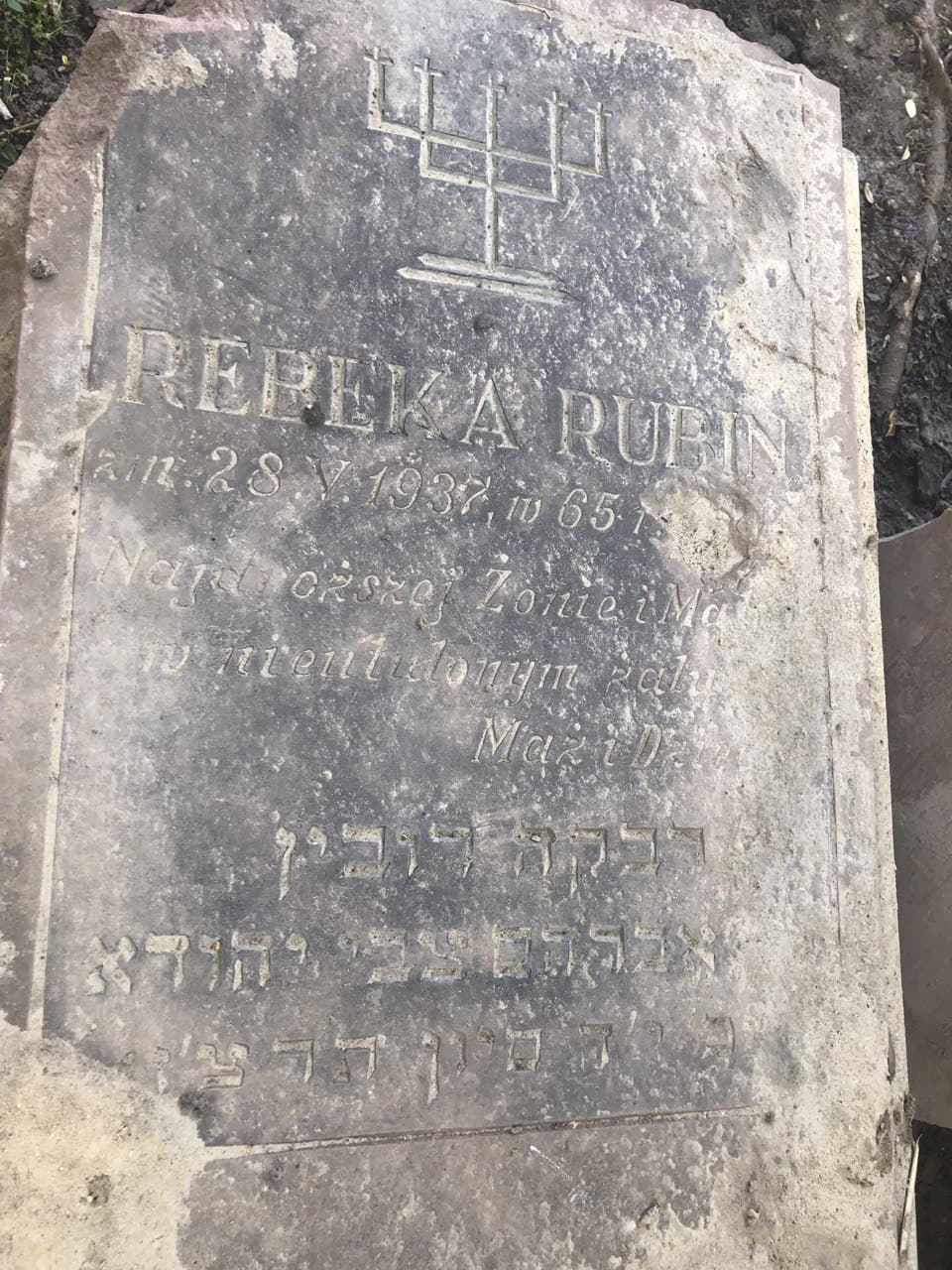
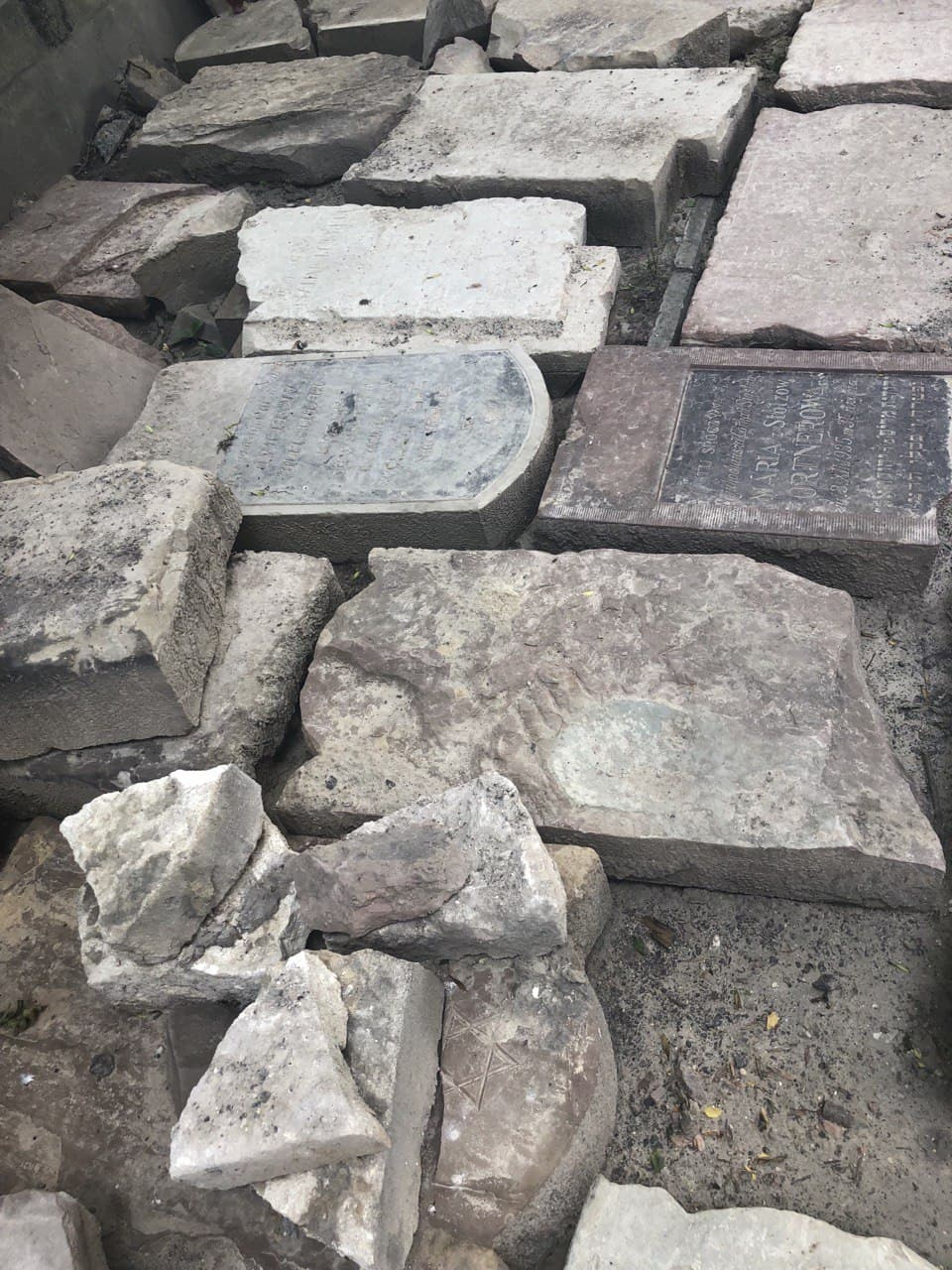
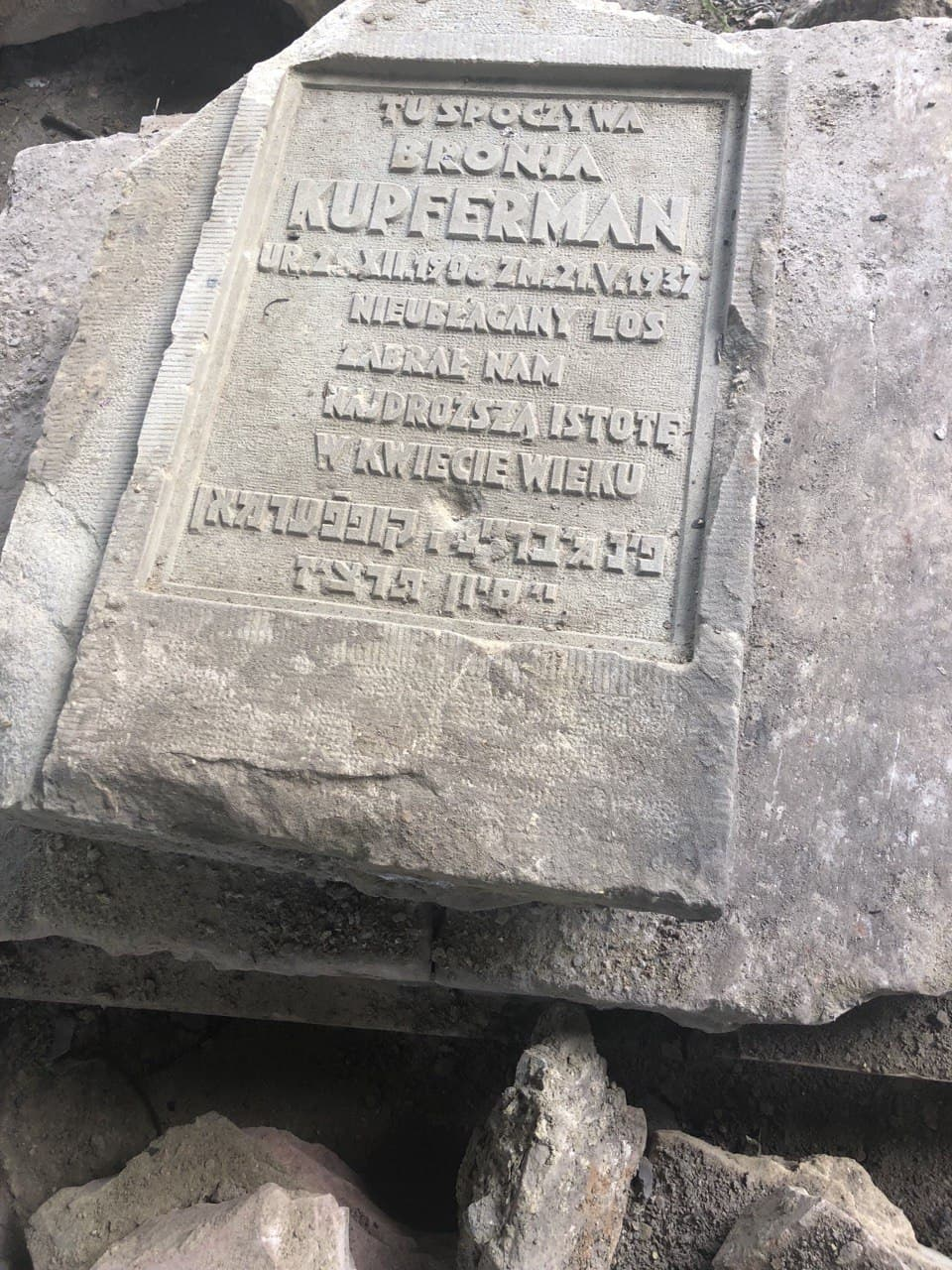